# Eurytoma shyamagatra
Eurytoma shyamagatra är en stekelart som beskrevs av T.C. Narendran 1994. Eurytoma shyamagatra ingår i släktet Eurytoma och familjen kragglanssteklar. Inga underarter finns listade i Catalogue of Life.